# 수난

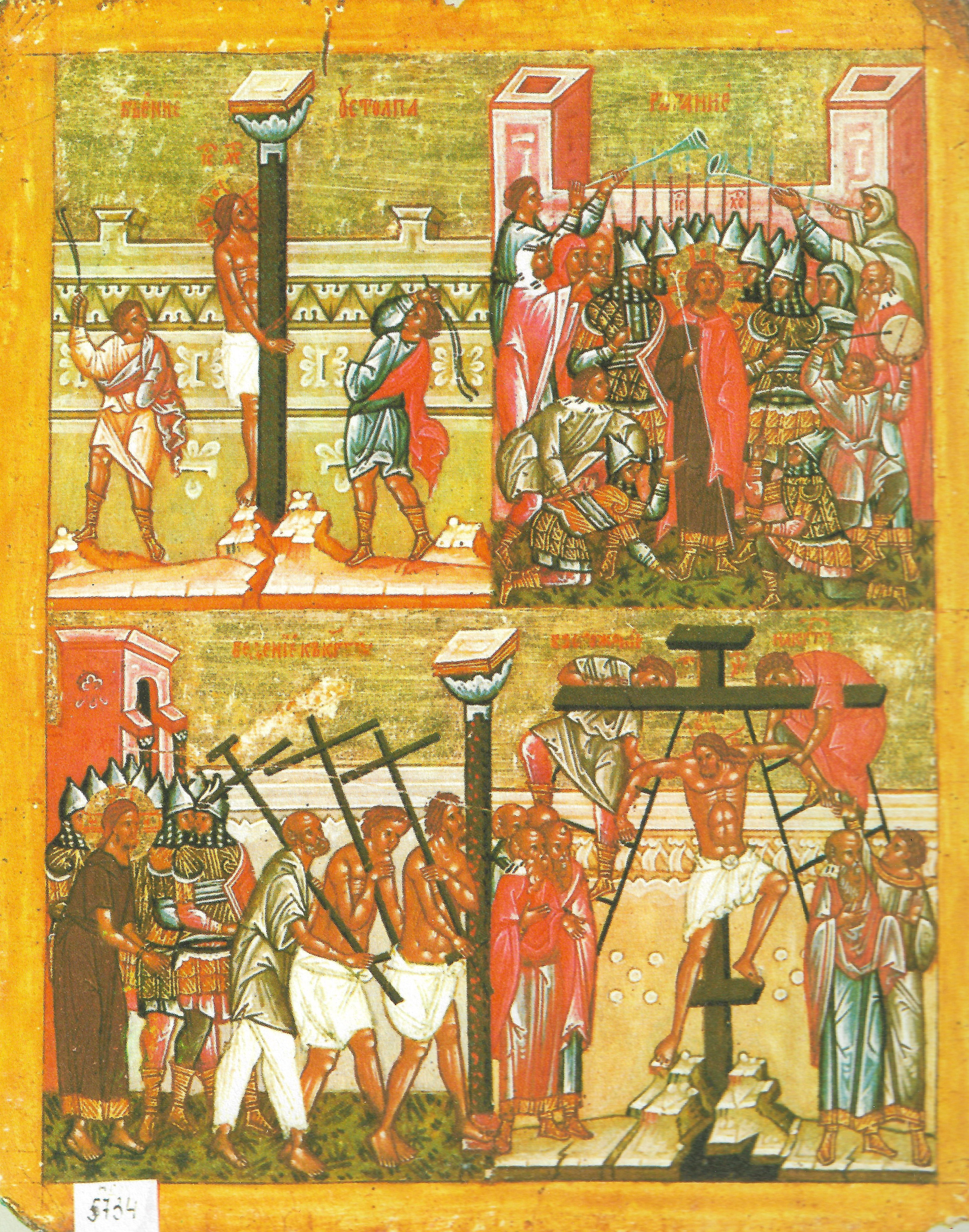

수난(受難, 영어: Passion, 라틴어: Passio)은 본래 버티기 힘든 어려운 일을 의미하나, 신학 용어로서 예수의 재판과 처형의 정신적 및 육체적인 고통을 위한 기간이다. 그리스도의 십자가는 기독교의 교리에 있어서 중요한 사건 중 하나이다. 고난 주간에 예수 그리스도의 수난을 기억하는 수난곡이 있다.